# Gradius Arcade Soundtrack
Gradius Arcade Soundtrack es un recopilatorio de 2 discos con temas musicales y arreglos de los videojuegos de la saga Gradius de Konami, compuesta primariamente por Konami Kukeiha Club con arreglos de destacados compositores de videojuegos como Sōta Fujimori y Miki Higashino. Fue lanzado exclusivamente en Japón el 24 de abril de 2002.

## Temas

### Disco 1
1. "Morning Music" – 1:10
2. "COIN" – 0:04
3. "Beginning of the History" – 0:33
4. "Challenger 1985" – 0:58
5. "Beat Back" – 0:57
6. "Blank Mask" – 0:55
7. "Free Flyer" – 0:57
8. "Mazed Music" – 0:48
9. "Mechanical Globule" – 1:19
10. "Final Attack – 0:59
11. "BOSS" – 0:31 (Note: Called "Aircraft Carrier" in some instances.)
12. "GAME OVER" – 0:08
13. "RANKING BGM" – 0:35
14. "Title Demo" – 0:34
15. "COIN" – 0:04
16. "Equipment" – 0:44
17. "TABIDACHI" – 0:55
18. "A Shooting Star" – 0:53
19. "Burning Heat" – 0:59
20. "Synthetic Life" – 1:34
21. "Crystal World" – 1:35
22. "A Way Out of The Difficulty" – 0:51
23. "The Old Stone Age 1.2" – 1:28
24. "Maximum Speed" – 0:50
25. "Gradius BOSS Theme" – 0:28
26. "Salamander BOSS Theme" – 1:17
27. "Fire Dragon" – 0:40
28. "Into Hostile Ship" – 1:24
29. "Shoot and Shoot" – 0:46
30. "The Final Enemy" – 1:00
31. "Take Care!" – 0:30
32. "GAME OVER" – 0:10
33. "RANKING BGM" – 0:38
34. "Farewell" – 0:43
35. "DEMO MOVIE" – 1:54
36. "SELECT" – 0:56
37. "ENDING" – 2:02
38. "Hope & Joy Peace & Love (Gradius)" (Miki Higashino) – 4:25
39. "Farewell (Gradius II)" (Motoaki Furukawa) – 5:21
40. "Maximum Speed (Gradius II)" (Kouichi Namiki) – 4:51
41. "Gradius Medley (Gradius)" (Sōta Fujimori) – 7:17
42. "Medley (Gradius Generation)" (caolin & sano) – 4:18
43. "Challenger 1985 (Gradius)" (DJ Sharpnel) – 3:23
44. "Dead End Cell (Gradius III)" (Nazo² Project) – 4:27

### Disco 2
1. "COIN" – 0:04
2. "Prelude of Legend (Title BGM)" – 1:02
3. "Invitation (Select BGM)" – 1:12
4. "Departure for Space" – 1:14
5. "Try to Star" – 0:55
6. "Sand Storm" – 1:42
7. "Aqua Illusion" – 1:24
8. "In The Wind" – 1:50
9. "Underground" – 1:36
10. "High Speed Dimension" – 1:29
11. "Easter Stone" – 1:59
12. "Dead End Cell" – 1:58
13. "Fire Scramble" – 1:38
14. "Cosmo Plant" – 2:03
15. "Crystal Labyrinth" – 2:19
16. "Mechanical Base" – 1:19
17. "Final Shot" – 1:25
18. "Escape to The Freedom" – 0:35
19. "BOSS" – 2:42
20. "Dark Force" – 0:32
21. "GAME OVER" – 0:10
22. "King of Kings" – 1:02
23. "Congratulations" – 0:15
24. "Return to The Star" – 1:21
25. "A Long Time Ago" – 1:48
26. "GRADIUS・SALAMANDER" – 3:34
27. "COIN" – 0:04
28. "DEMO BGM" – 0:16
29. "SELECT BGM" – 0:34
30. "APOLLON" – 1:24
31. "FEITON" – 0:47
32. "HYDRA" – 1:39
33. "DEMETER" – 1:16
34. "OCEANUS" – 1:34
35. "CHRONOS" – 1:23
36. "HADES" – 1:22
37. "URANUS" – 1:38
38. "HERA" – 1:39
39. "DUPON" – 0:44
40. "BOSS BGM 1" – 0:41
41. "BOSS BGM 2" – 0:32
42. "PROMETHEUS" – 1:22
43. "ATHENA" – 1:48
44. "TITANS" – 1:08
45. "GAME OVER" – 0:10
46. "RANKING BGM" – 0:40
47. "GAIA" – 1:06
48. "DEMO MOVIE 1" – 2:09
49. "DEMO MOVIE 2" – 2:50
50. "SELECT" – 3:49